# 살의
살의(Murderous Intent or Suicide)는 한국에서 제작된 박동현 감독의 1999년 드라마 영화이다. 유영석 등이 주연으로 출연하였다.

## 출연
- 유영석